# Water Valley (Mississippi)
Water Valley è una città (city) degli Stati Uniti d'America, capoluogo della contea di Yalobusha, insieme a Coffeeville, nello Stato del Mississippi.